# Witterswil
Witterswil is een gemeente en plaats in het Zwitserse kanton Solothurn en maakt deel uit van het district Dorneck.
Witterswil telt 1324 inwoners.